# Dependencias federales de Venezuela
Las dependencias federales de Venezuela  son un tipo de entidad federal, que junto con los veintitrés estados y el Distrito Capital, forman la República Bolivariana de Venezuela. Están conformadas por las islas que se forman en el mar territorial o en el que cubra la plataforma continental. Estas dependencias están organizadas en 12 grupos de islas, sin embargo, existen otras 89 islas que permanecen en control de otros estados venezolanos dada su proximidad a las costas de los estados Anzoátegui, Aragua, Carabobo, Falcón, Miranda, Nueva Esparta y Sucre. Todo esto comprende el espacio marítimo de Venezuela.
Las dependencias federales generan para Venezuela un mar territorial, donde se ejerce la plena soberanía nacional y de acuerdo con  derechos del mar de los países ribereños, este cordón de islas es punto de partida para establecer las delimitaciones de las 200 millas, generándose así la zona económica exclusiva, un espacio de áreas marinas y submarinas de aproximadamente 860 km², según el Instituto Geográfico de Venezuela Simón Bolívar, denominado también mar patrimonial. Venezuela con base en sus territorios caribeños ha delimitado sus fronteras marítimas con 5 países, a saber, Estados Unidos de América, Francia, Países Bajos, República Dominicana y Trinidad y Tobago.
El conjunto de islas dispersas en el mar Caribe y en menor medida en el Atlántico venezolano tienen una temperatura media anual que se sitúa entre los 26 y 28 °C, con una precipitación de entre 300 y 500 milímetros al año. La población estimada para el año 2015 en las dependencias federales es de 6500 habitantes, siendo así la zona menos poblada del país.

## Historia

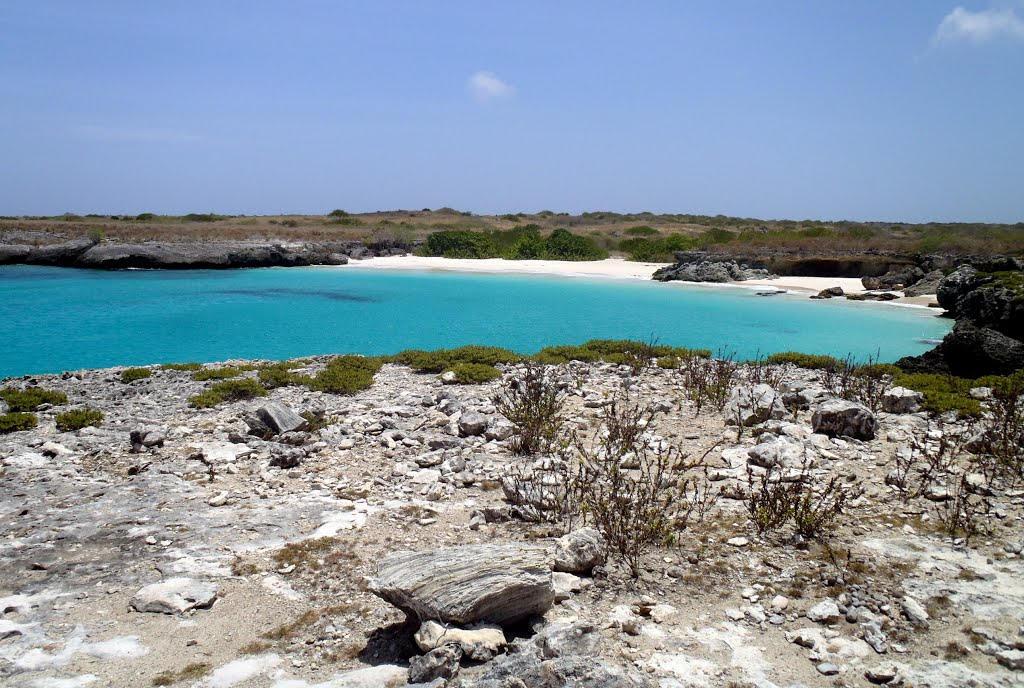
Isla La Blanquilla, la segunda más grande de las Dependencias Federales.

El 8 de noviembre de 1777 se reconoció mediante la Real Cédula de Carlos III de España que el grupo de islas españolas próximas al sureste del mar Caribe quedarían bajo jurisdicción de la Capitanía General de Venezuela. Con la independencia venezolana todas las islas se mantuvieron en el dominio de Venezuela y de igual forma hasta la conformación de la Gran Colombia. En 1830 Venezuela se separó de la Gran Colombia y recobró la soberanía sobre sus islas en el Caribe. El 30 de marzo de 1845 Venezuela y España firman un Tratado de Paz y Amistad en el cual Isabel II de España reconoce la independencia de Venezuela de forma oficial además de reconocer todos los territorios e islas que le correspondían a la Capitanía General de Venezuela al momento de la independencia.
El 28 de abril de 1856 se decreta una nueva Ley de División Político Territorial en donde se resolvió la creación de la provincia de Margarita, uno de sus cantones denominado Cantón Norte estaba compuesto por 10 parroquias, de las cuales 4 forman parte de lo que hoy son algunas de las actuales dependencias federales, estas son, San Juan y las Islas Tortuga, Blanquilla, Testigos y Aves de Barlovento con todas las que le son adyacentes.
Estados Unidos comenzó la explotación de guano en la Isla de Aves a mediados del siglo XIX, Venezuela reclamó la soberanía de las islas y luego de una larga disputa legal Estados Unidos reconoció en 1861 la soberanía venezolana sobre dicha isla. Los Países Bajos pretendieron las islas pero el conflicto es resuelto mediante arbitraje en 1865 reconociendo nuevamente la soberanía venezolana sobre Isla de Aves.
El 22 de agosto de 1871 el presidente venezolano Antonio Guzmán Blanco decide agrupar todas las islas venezolanas exceptuando Coche, Cubagua, Margarita e Isla de Aves como territorio federal Colón, quienes estarían controladas por un gobernador designado por el presidente de la República. Luego, bajo la presidencia de Joaquín Crespo, el 4 de julio de 1895 es incluida dentro del territorio federal Colón por Decreto nacional la Isla de Aves. El 16 de mayo de 1905 Cipriano Castro decide incluir dentro del Territorio Colón la Isla de Coche estableciendo su capital en San Pedro de Coche; sin embargo esta decisión dura poco tiempo ante las protestas que recibía el gobierno desde la Isla de Margarita; luego de tres años el 31 de agosto de 1908 es devuelta la isla a Nueva Esparta y es disuelto el territorio federal Colón estableciendo el control directo de las islas al Ejecutivo Nacional.
El 4 de julio de 1938 es promulgada la Ley Orgánica de las Dependencias Federales bajo el gobierno de Eleazar López Contreras que regula por completo la situación de las islas. El Reino Unido pretendió la isla de Patos pero el 26 de febrero de 1942 es resuelto mediante la delimitación suelo y subsuelo del golfo de Paria. El archipiélago de Los Monjes, que Venezuela integró como parte de su territorio fue objeto de controversias pero en 1952 el canciller colombiano reconoció la soberanía venezolana sobre el territorio mediante una nota diplomática y en 1992 el gobierno colombiano afirmó que no reclamaría el territorio. 
El 23 de agosto de 1972 es declarada la isla de Aves como Refugio de Fauna Silvestre nacional. El 2 de junio de 1978 se crea la Base Científico Naval "Simón Bolívar" en Isla de Aves, ese mismo año se intenta en la Cámara de Diputados del entonces Congreso Nacional aprobar un proyecto de ley para la creación del territorio Archipiélago Caribe, sin embargo no se pudo llevar a cabo esta propuesta por estar en contra de algunas disposiciones de la Constitución de Venezuela de 1961, hasta nuestros días no se ha vuelto a discutir una posible reestructuración de las dependencias federales. 
El 28 y el 31 de marzo de 1978 son firmados los límites marítimos definitivos con Estados Unidos (Tratado de 1978 entre los Estados Unidos y Venezuela) que fijó los límites con Puerto Rico e Islas Vírgenes de los Estados Unidos y Países Bajos (Tratado de 1978 entre los Países Bajos y Venezuela) que fijó los límites con las Antillas Neerlandesas, luego el 17 de julio de 1983 hace lo propio con Francia. Estos tres tratados establecen la actual plataforma continental y zona económica exclusiva de Venezuela en el mar Caribe. El 4 de abril de 1986 se crea la Dirección Nacional de Coordinación del Desarrollo Fronterizo y de las Dependencias Federales, dependiente del Ministerio de Interior y Justicia, para la administración del territorio.
En octubre de 2011 se aprueba un nuevo decreto con carácter de ley orgánica para las dependencias federales y territorios insulares.

## Tabla de islas
Según las estimaciones más recientes la extensión de las dependencias Federales es de 342,25 km² sin incluir el pequeño archipiélago de las islas Caracas. Las islas, sus grupos y archipiélagos son nombrados a continuación:
| Mapa político administrativo de las dependencias federales ordenadas por la numeración de la tabla de islas |                                    |                |           | |                                   |
| Nr. | Isla o grupo                       | Superficie km² | Población | Islas integrantes | Coordenadas                       |
| Dentro de la Plataforma Continental                                                                         |                                    |                |           | |                                   |
| 1 | Archipiélago Los Monjes            | 0,20           | -         | Monjes del Norte - Monje del Este - Monjes del Sur | 12°21′N 70°55′O / 12.350, -70.917 |
| 2 | Isla la Tortuga y Cayos adyacentes | 156,60         |           | Isla La Tortuga - Islas Los Tortuguillos - Cayo Herradura - Los Palanquines - Cayos de Ño Martín - Islote El Vapor - Cayos de Punta de Ranchos                                                                                   | 10°55′N 80°31′O / 10.917, -80.517 |
| 3 | Isla La Sola                       | 0,0005         | -         | Isla La Sola | 11°18′N 63°34′O / 11.300, -63.567 |
| 4 | Islas Los Testigos                 | 6,53           | 197       | Isla Conejo - Isla Iguana - Isla Morro Blanco - Isla Rajada - Isla Noroeste - Peñón de Fuera - Isla Testigo Grande | 11°22′N 63°06′O / 11.367, -63.100 |
| 5 | Islas los Frailes                  | 1,92           | -         | Chepere - Guacaraida - Puerto Real - Nabobo - Cominoto - Macarare - Guairiare - Guacaraida - La Balandra - La Peche | 11°12′N 63°44′O / 11.200, -63.733 |
| Fuera de la Plataforma Continental                                                                          |                                    |                |           | |                                   |
| 6 | Isla de Patos (Este)               | 0,60           | -         | Isla de Patos Este | 10°38′N 61°52′O / 10.633, -61.867 |
| 7 | Archipiélago Los Roques            | 40,61          | 1300      | Gran Roque - Francisquí - Isla Larga - Nordisquí - Madrisquí - Crasquí - Dos Mosquises - Cayo Sal - Cayo Nube Verde - Cayo Grande - Noronquí - Espenquí - Carenero - Selesquí - Bequevé - Cayo de Agua - Cayo Grande Entre otros | 11°51′N 66°45′O / 11.850, -66.750 |
| 8 | Isla La Blanquilla                 | 64,53          | -         | Isla La Blanquilla | 11°50′N 64°35′O / 11.833, -64.583 |
| 9 | Islas Los Hermanos                 | 2,14           | -         | La Orquilla - Isla Los Morochos - Isla Grueso - Isla Pico (o Isla Pando) - Isla Fondeadero - Isla Chiquito | 11°45′N 64°25′O / 11.750, -64.417 |
| 10 | Isla La Orchila                    | 40             | -         | Isla La Orchila - Cayo Agua - Cayo Sal - Cayo Noreste | 11°47′N 66°10′O / 11.783, -66.167 |
| 11 | Archipiélago Las Aves              | 3,35           | -         | Isla Aves de Barlovento - Isla Tesoro - Cayo Bubi - Cayo de Las Bobas - Isla Aves de Sotavento - Isla Larga - Cayo Tirra - Isla Saquisaqui - Cayos de La Colonia - Isla Maceta - Cayo Sterna                                     | 12°00′N 67°40′O / 12.000, -67.667 |
| Fondo Abisal                                                                                                |                                    |                |           | |                                   |
| 12 | Isla de Aves (Norte)               | 0,045          | -         | Isla de Aves | 15°40′N 67°37′O / 15.667, -67.617 |
| | Dependencias federales             | 306,53         | 1497      | |                                   |

## Política y gobierno
Esta entidad federal es la única de toda la República que no posee ni Gobernador ni Alcalde, dado que no tiene ni el estatus de Estado Federal ni el de Municipio Autónomo, es una división Administrativa especial contemplada en el artículo 17 de Constitución:

"Las dependencias federales son las islas marítimas no integradas en el territorio de un Estado, así como las islas que se formen o aparezcan en el mar territorial o en el que cubra la plataforma continental. Su descripción, posición geográfica, régimen y administración estarán señaladas en la ley.".

Según la Ley orgánica de las Dependencias Federales de 1938 en vigencia hasta 2011, todo lo relativo al gobierno y administración de dichas dependencias corresponde directamente al Ejecutivo Federal o Nacional (Art.3). Están bajo la administración de la Dirección Nacional de Coordinación del Desarrollo Fronterizo y de las Dependencias Federales. Aún cuando las D.F. no conforman un estado federal, forman parte de la Región Insular junto al Estado Nueva Esparta, actualmente existen varias propuestas de solución para la condición ambigua de las Dependencias Federales algunas corrientes sostienen que las islas deben ser integradas a los territorios de los Estados Federales más cercanos, y otras, que deben ser elevadas a la categoría de Estado dentro de la Federación para así impulsar su desarrollo sostenible a todos los niveles, sin disgregar la identidad que han desarrollado como conjunto geográfico y cultural. 
Los sitios poblados de las Dependencias Federales solían tener un Comisario General designado por el presidente de la República y en el caso del Archipiélago de Los Roques este estuvo administrado por una Autoridad Única de Área (Creada en 1990) nombrada también por este, que tenía jurisdicción en el territorio del parque nacional del mismo nombre hasta 2011.
El 15 de octubre de 2011 la presidencia de la república de Venezuela emitió un decreto con rango, valor y fuerza de ley orgánica que creó una nueva legislación para las Dependencias Federales,mediante una ley orgánica nueva que deroga a la de 1938 y que establece que la organización política y administrativa de las dependencias se articulará a través de territorios insulares y los distritos menores de desarrollo. El 27 de octubre la ley fue avalada por el Tribunal supremo de Justicia y fue publicada en Gaceta oficial 39.787.
En agosto de 2011 la presidencia de la república en uso de atribuciones legislativas habilitantes promulgó la ley de creación del primer territorio insular de las dependencias federales denominado territorio insular Miranda con capital en Gran Roque, abarcando el sector central de las dependencias federales.

### Territorios Insulares
| Territorio Insular   | Dependencias Federales             | Superficie | Población    | Jefe de Gobierno                  | Mapa |
| -------------------- | ---------------------------------- | ---------- | ------------ | --------------------------------- | ---- |
| Francisco de Miranda | Las Aves — Los Roques — La Orchila | 83,96 km²  | 1.300 (2007) | Aníbal Coronado (2023-actualidad) |      |

## La Tortuga

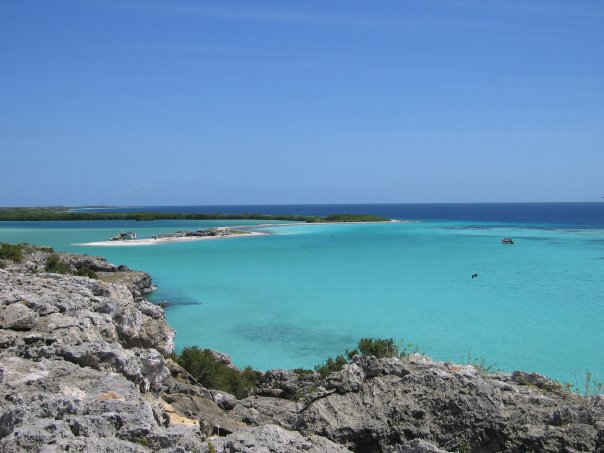
Piscina natural de la isla La Tortuga

La isla La Tortuga perteneciente a Venezuela, estando incluida dentro de las Dependencias Federales Venezolanas. Está ubicada en el sur del mar Caribe a los 65°18′ O y 10°55′ N, a unos 30 km de Río Chico (Miranda), estado Miranda; a 170 km de Caracas; a 140 km de la Isla de Margarita; a unos 85 km de la laguna de Unare en el estado de Anzoátegui y a 120 km del estado de Nueva Esparta. La forma de la isla es similar a una elipse de 12 km medidos de norte a sur y 25 km de este a oeste. Posee junto con los cayos adyacentes aproximadamente 156,6 km² de extensión, lo que la convierte en la segunda en cuanto a tamaño de Venezuela (la isla principal tiene 156,6 km²), después de Margarita. Es parte de un archipiélago que comprende los islotes de Las Tortuguillas, Cayo Herradura, Los Palanquines, los Cayos de Ño Martín, las Isla Vapor y Punta de Ranchos.
Es muy visitada por aves migratorias y pescadores que frecuentan la isla entre los meses de septiembre y abril. Durante esta época se pueden capturar especies como corocoros, rayas, meros, pargos y langostas. Fue descubierta en el año 1499 por Alonso de Ojeda en su viaje junto a Américo Vespucio y la llamó La Tortuga por la enorme presencia de estos reptiles marinos. Solía ser refugio de piratas en el siglo XVII, aunque no debe ser confundida con Isla Tortuga en Haití, que es la más nombrada en la literatura de la piratería. El pirata Morgan preparó desde ella sus famosas incursiones a las costas de Venezuela. Estuvo poblada por neerlandeses que explotaban las salinas del este de la isla, posiblemente a partir de 1550 y que fueron expulsados definitivamente en 1631 cuando el gobernador de Cumaná destruyó sus instalaciones y anegó el salar. Desde entonces no ha tenido población permanente y por su localización y morfología, ha permanecido secularmente en el olvido, lo que la convierte en uno de los últimos parajes vírgenes de América del Sur

## Isla La Blanquilla

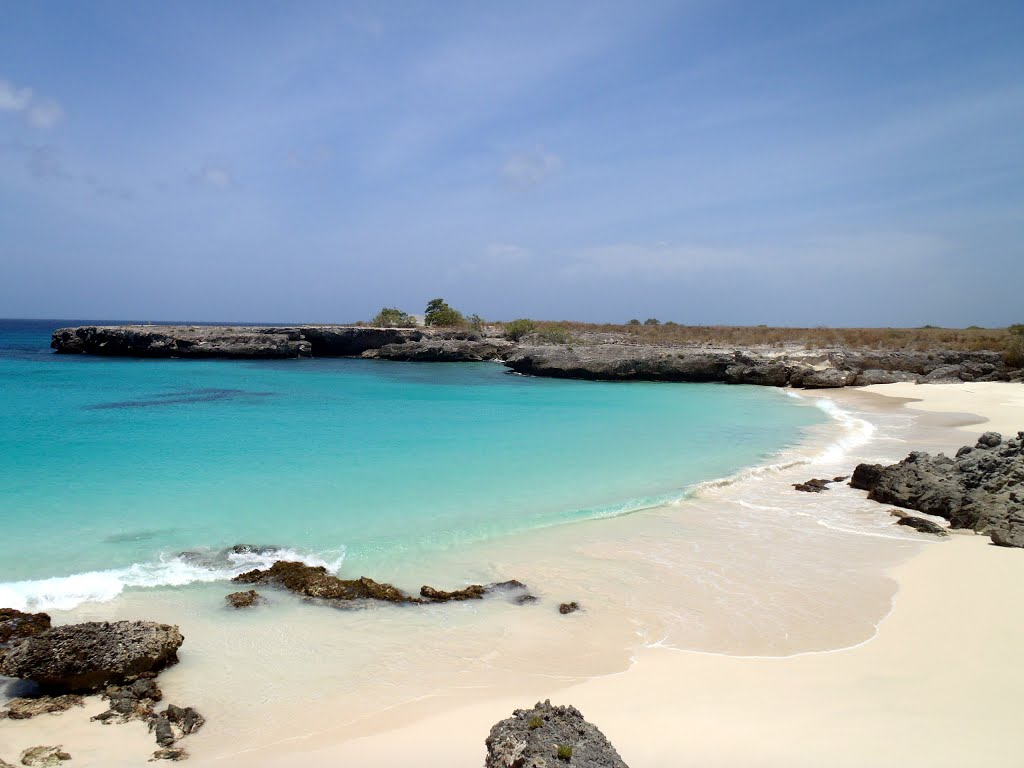
isla La Blanquilla

La isla La Blanquilla perteneciente a Venezuela, administrada como una de las Dependencias Federales Venezolanas (64°35′ y 11°50′ N) de aproximadamente 64,53 km² de extensión, ubicada en la Latitud 11°51′ N y Longitud 64°36′ O. A 90 km al norte de Isla de Margarita y 170 km al noroeste de Puerto La Cruz.
Tiene una Longitud de Costas de 25 km y un Altura máxima 30 m. Conocida por sus playas de arena blanca (de allí su nombre), existe una base e instalaciones militares, un apostadero de la Armada y una pista de aterrizaje. La Isla es totalmente virgen, casi inhabitada, en su más puro estado natural. Tiene forma de flecha y está constituida principalmente por piedra caliza. Catalogada como una isla encantadora por sus playas de agua azul turquesa y sus arenas de color blanco, también posee arrecifes de coral de poca profundidad con mucha biodiversidad y gran riqueza de vida subacuática, es por esto que se hace ideal para practicar el snorkeling y el Buceo. En sus tranquilas aguas es posibles observar a los delfines, pequeñas ballenas piloto o Golfines, Tiburones, Rayas Gigantes y Mantas.

## Los Roques

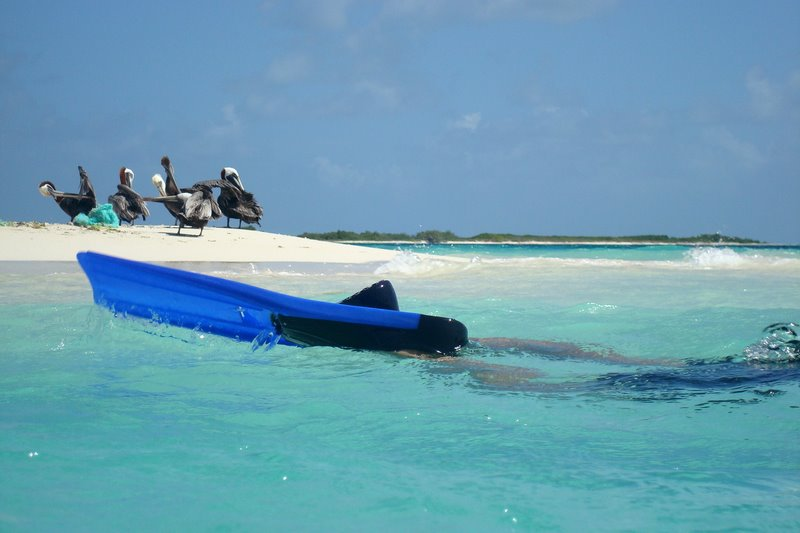
Playa de Madrisqui en Los Roques.

El Archipiélago de Los Roques es un conjunto de islas y cayos en las Antillas Menores perteneciente a Venezuela, que posee una superficie estimada DE 40,61 km² y que se ubica aproximadamente a 176 km al norte de la ciudad de Caracas. Siendo uno de los principales atractivos turísticos del país, forma parte de las Dependencias Federales Venezolanas, es parque nacional y en el año 2001 contaba con 1.300 habitantes fijos (siendo la dependencia federal más poblada). El parque tiene una superficie aproximada de 221.120 hectáreas entre áreas marítimas y terrestres, y es considerado uno de los parques marinos más grande de América Latina. Este parque está constituido por 42 cayos de origen coralino y un gran número de bancos de arena, algunos con una considerable superficie (como Cayo Grande, de 15,1 km² de extensión), y algunos más pequeños, como el Gran Roque, a pesar de ser el más poblado solo tiene 1,7 km² (170 hectáreas) de extensión.
El Archipiélago de Los Roques, es Dependencia Federal desde 1938, declarado parque nacional en 1972 que no posee ni gobernador ni alcalde, en su lugar está administrado por una Autoridad Única de área según decreto presidencial Número 1214 del 2 de noviembre de 1990, integrado en las Dependencias Federales, que son administradas directamente por el Ejecutivo Nacional. Posee autonomía Financiera, presupuestaria y de gestión. El archipiélago de Los Roques es un parque nacional. El parque tiene uno de los arrecifes de coral más diversos y mejor conservados del mar Caribe. La mayor limitación para el desarrollo turístico, además de su condición de parque nacional que establece rígidos controles a las actividades comerciales, es la carencia de ríos y otras fuentes de agua dulce permanentes. De Los Roques proviene el 90% de las langostas que se consumen en Venezuela.

## Isla la Orchila

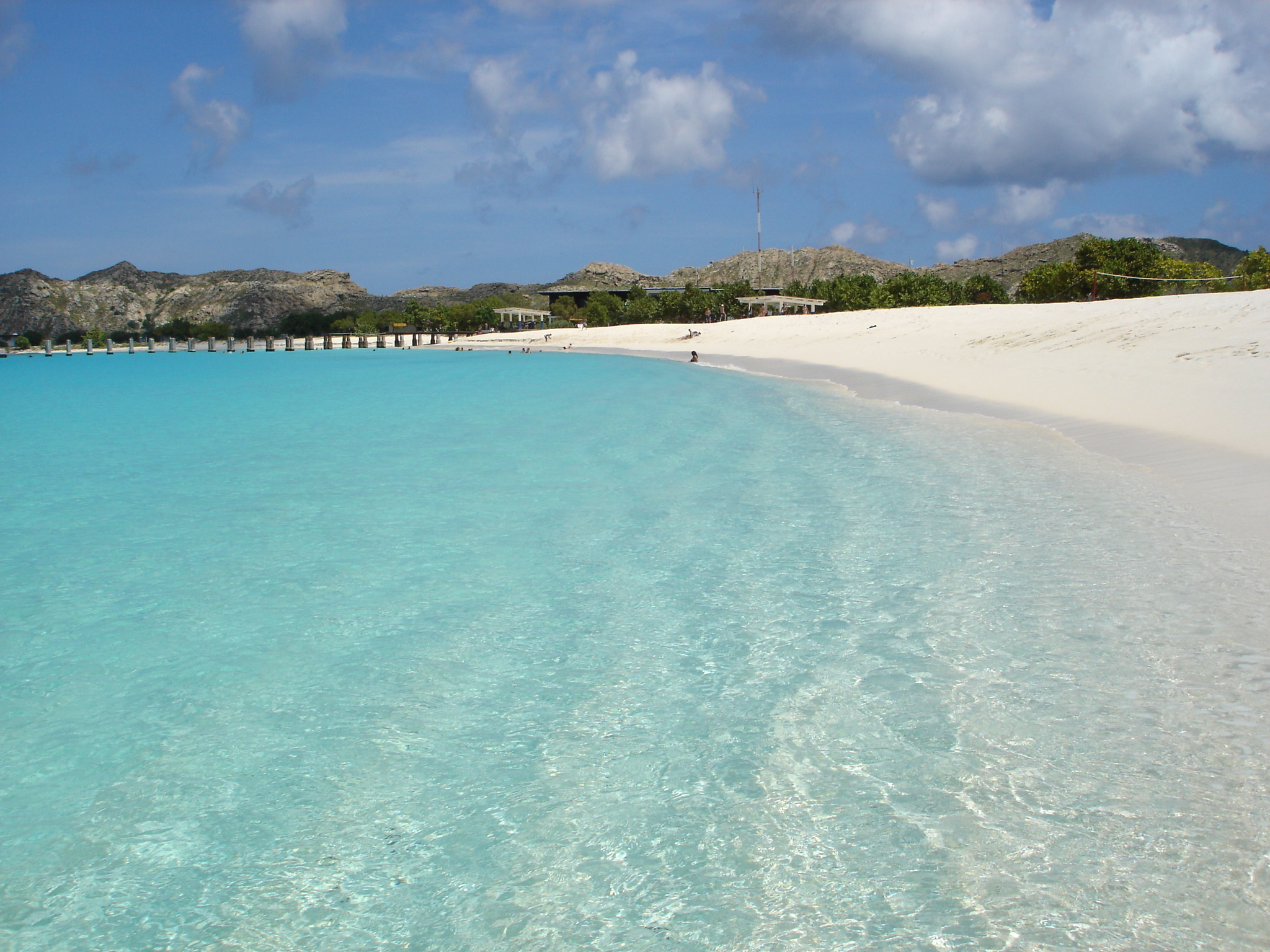
Vista de una playa de La Orchila

La isla La Orchila está incluida en las Dependencias Federales Venezolanas. Tiene una forma triangular de aproximadamente 40 km² de extensión y está ubicada (66°10′ O y 11°47′ N) a unos 180 km de la capital venezolana, Caracas. Es la sede de un campamento militar al que sólo tienen acceso el Presidente de Venezuela y altos oficiales gubernamentales. El turismo sólo es posible con autorización militar.

## Archipiélago de los Frailes

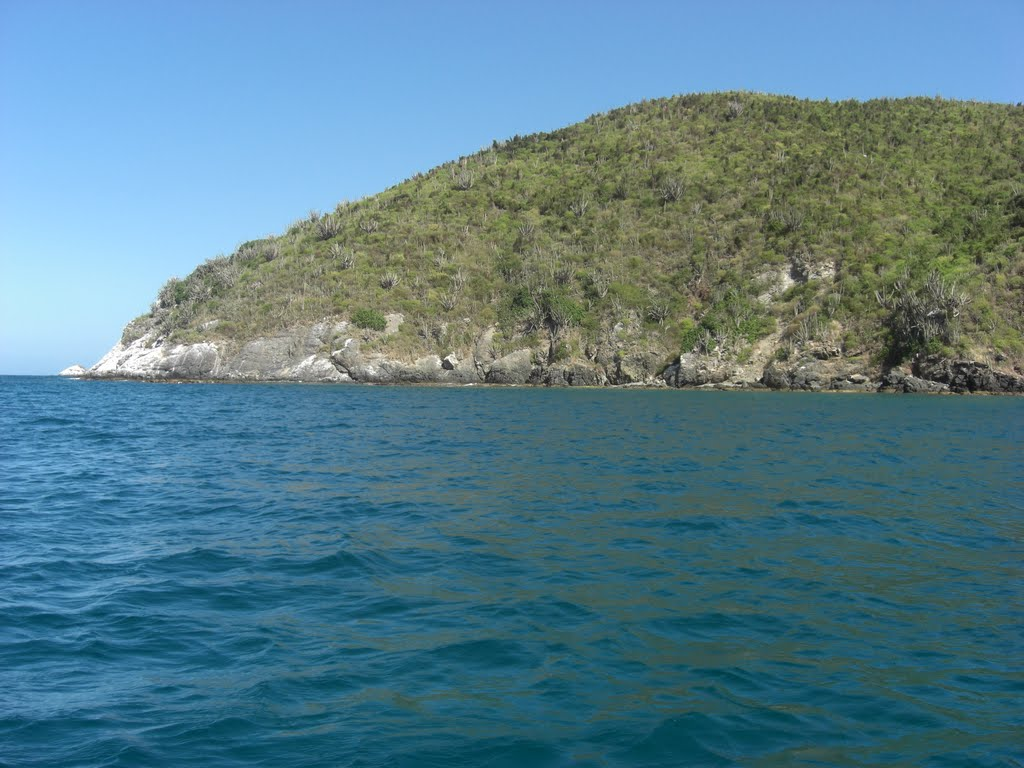
Vista del litoral de una de las islas del Archipiélago de Los Frailes.

El archipiélago de Los Frailes es un grupo de 10 islas que pertenecen a Venezuela y están incluidas en las Dependencias Federales Venezolanas en el mar Caribe, con un total de 1,92 km² de superficie, algunas de las cuales conservan la denominación dada por los indios Caribe: Chepere, Guacaraida, Puerto Real, Nabobo, Cominoto, Macarare, Guairiare, Guacaraida, La Balandra y La Peche, se encuentran deshabitadas y están ubicadas en la costa noreste de la Isla de Margarita. La isla de mayor tamaño es la denominada Fraile Grande o Puerto Real, tiene una longitud máxima de 2200 m y ocupa una superficies de 0,75 km². Al noroeste de Fraile Grande se encuentra el morro de la Pecha y morro Blanco y al noroeste del archipiélago los islotes de Cominoto y el Chaure.

## Archipiélago Las Aves

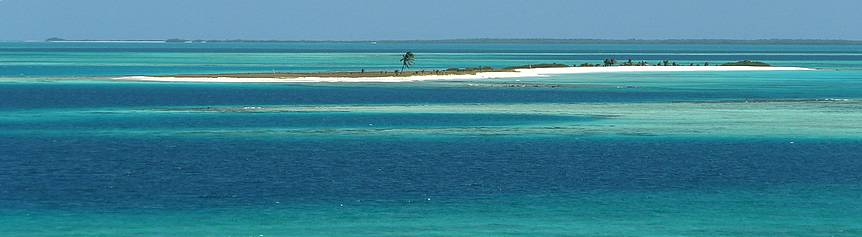
Aves en el Archipiélago Las Aves.

El Archipiélago Las Aves perteneciente a Venezuela, de aproximadamente 3,35 km² administrado como una de las Dependencias Federales Venezolanas, ubicados entre Bonaire al oeste y el Archipiélago Los Roques al este, al norte de los estados venezolanos de Aragua y Carabobo (12°00′N 67°40′O / 12.000, -67.667). En la actualidad tienen importancia principalmente para la pesca. El archipiélago está formado principalmente por dos complejos arrecifales:
- Aves de Barlovento, el grupo oriental, un arrecife con 8 km diámetro y tres cayos en el suroeste
- Aves de Sotavento, el grupo occidental, con un cayo cubierto con manglar, en el sur

En total, hay 13 cayos en ambos grupos. No debe confundirse con Isla de Aves, que se encuentra mucho más alejada de las costas venezolanas.

## Archipiélago Los Testigos

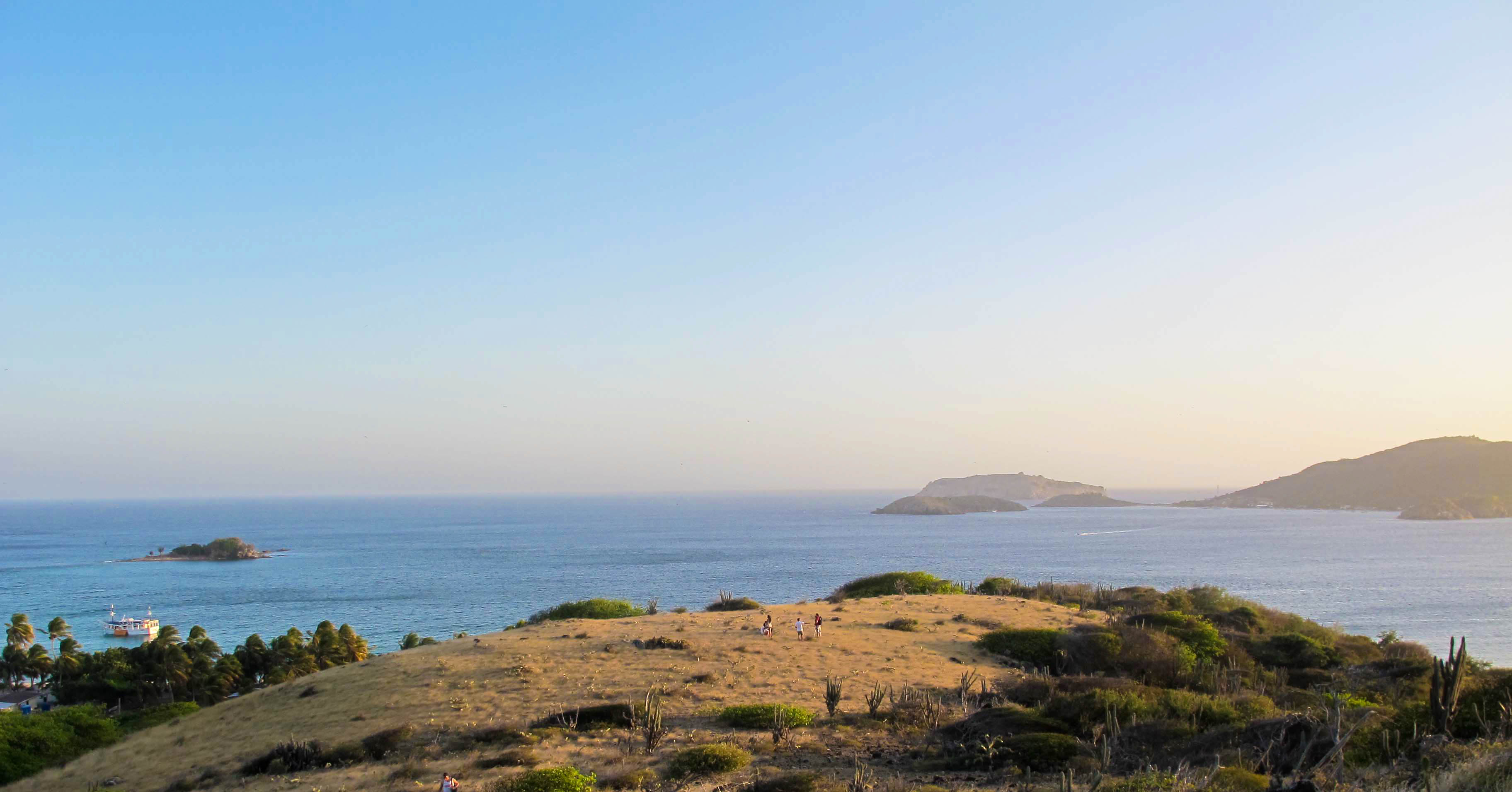
Archipiélago Los Testigos

El Archipiélago Los Testigos pertenece a Venezuela, que forma parte de las Dependencias Federales Venezolanas. Se encuentra al noroeste de la Isla de Margarita y está constituido por siete islas con una población de 197 habitantes para 2001, en su mayoría de origen margariteño, en su conjunto poseen aproximadamente 6,53 km² de superficie, entre las más destacadas se encuentran: Isla Conejo, Isla Iguana, Isla Morro Blanco, Isla Rajada, Isla Noroeste y la más grande, Isla Testigo Grande. Se puede llegar a ellas en barcos que parte desde la Isla de Margarita.

## Isla de Aves

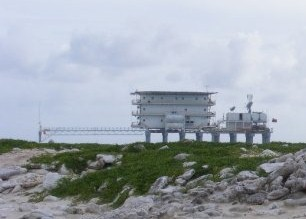
Isla de Aves.

Isla de Aves es una pequeña y remota isla de las Dependencias Federales Venezolanas, de aproximadamente 4,5 hectáreas, ubicada en el mar Caribe, al oeste de las islas de Sotavento (15°40′N 67°37′O / 15.667, -67.617), a 110 km al oeste de Guadalupe y Dominica. Tiene una longitud que no excede los 150 m y su altura máxima es de 2 m s. n. m. en un día calmo. En algunas ocasiones, durante fuertes tormentas, la isla queda sumergida completamente. La isla forma parte de Venezuela. En ella se ha instalado una base militar por parte de las fuerzas navales de Venezuela. Algunos estados del Caribe junto con Dominica reclaman esta isla como parte de este último, llamado por ellos como Bird Island. Sin embargo, este reclamo no ha sido reconocida por Venezuela, ya que la isla representa un bastión político-territorial de la república, dado que extiende las aguas territoriales de Venezuela desde su costa hasta el centro del mar Caribe.
El conflicto que los Países Bajos interpuso a partir de 1854, por la posesión de Isla de Aves situada a 500 km de la Isla de Margarita, fue solucionado por medio de un laudo arbitral que declaró a la pequeña Isla de Aves, como espacio venezolano, Isabel II de España había sido designada como árbitro a solicitud de ambos países, en 1860, quien dictó sentencia el 30 de junio de 1865 a favor de los derechos Venezolanos sobre la isla. El 23 de agosto de 1972 la isla se declaró un santuario de la fauna, en 1978 la Armada Venezolana estableció una guarnición militar en la isla con el nombre de Base Científico-Militar Simón Bolívar. El impacto del Huracán Allen en 1980 dividió la isla en dos partes, pero el aumento de coral en la isla pudo reunificarla.

## Archipiélago Los Monjes

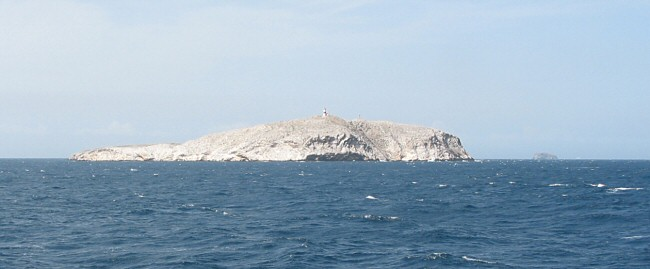
Monjes del Sur, Archipiélago Los Monjes.

El Archipiélago Los Monjes es un archipiélago en disputa entre Colombia y Venezuela, a 34.8 km al este de la Península de la Guajira, Colombia, y a 80 km al noreste del estado Zulia en el Golfo de Venezuela. Los Monjes 12°21′N 70°55′O / 12.350, -70.917 están integrados por tres grupos de rocas o islotes deshabitados (solo existe presencia militar de la Armada Venezolana) y sin vegetación propia, situados en el mar Caribe a escasas 31 km de la península de la Guajira.
- Monjes del Sur (12°22′N 70°54′O / 12.367, -70.900), son los dos islotes más grandes conectados por una presa artificial, el islote del sur con 70 m de altitud y con un faro.
- Monje del Este (12°24′N 70°51′O / 12.400, -70.850), 5.3 km al noreste de Monjes del Sur, una isla pequeña con 43 m en altitud.
- Monjes del Norte (12°30′N 70°55′O / 12.500, -70.917), 12.3 km al nornoreste de Monjes del Este, son cinco rocas pequeños. La más grande tiene una altitud de 41 m.

### Controversia histórica

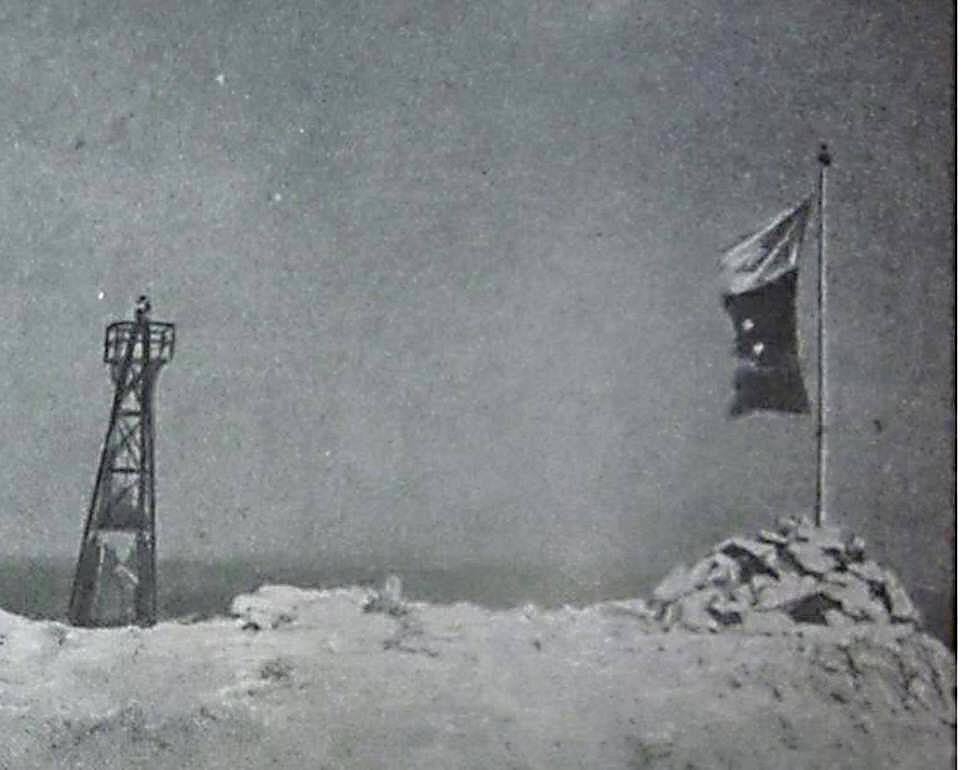
Bandera de Venezuela izada en el Archipiélago Los Monjes después de la Crisis del Archipiélago Los Monjes de 1952.

En 1952, en Colombia la revista oficial "Territorios Nacionales" publicó un escrito afirmando que el Archipiélago Los Monjes formaba parte de Colombia, a su vez el 17 de enero la cancillería venezolana emite un comunicado en el que reclama la soberanía de Venezuela sobre Los Monjes, el cual es firmado por el canciller Luis Emilio Gómez Ruiz y el ministro de la Defensa Coronel Marcos Pérez Jiménez. 
El 15 de agosto el buque de la Armada de Colombia ARC Almirante Padilla ejecutó prácticas de tiro contra los islotes de Los Monjes. Al llegar la novedad al Ministerio de la Defensa de Venezuela se ordenó una alerta máxima en las instalaciones militares y que se reforzaren las guarniciones de Venezuela en la zona fronteriza con Colombia, se ordenó el despliegue de las corbetas Patria, Federación y Victoria de la Armada Nacional de Venezuela hacia Los Monjes. El escuadrón de caza N 36 de la Aviación Nacional de Venezuela, salió de Maracaibo para realizar patrullajes de fronteras en apoyo a las fuerzas terrestres. Cuando desembarcaron las tropas venezolanas se izó la bandera Venezolana y se entonó el Himno Nacional de Venezuela.[cita requerida] El presidente colombiano encargado, Roberto Urdaneta Arbeláez, reconoció la soberanía de Venezuela sobre los islotes de los Monjes mediante una nota diplomática:

El gobierno de Colombia declara que no objeta la soberanía de los Estados Unidos de Venezuela sobre el archipiélago de Los Monjes y que en consecuencia no se opone ni tiene objeción respecto al ejercicio de la misma o cualquier acto de reclamación alguna que formular respecto al ejercicio de la misma o a cualquier acto de dominio de este país sobre el archipiélago en referencia.

El 5 de agosto de 1987 la corbeta colombiana ARC Caldas navegó en aguas en disputa entre ambas naciones, muy cerca del Archipiélago de los Monjes. Después de varios días de tensión, en los cuales se registró una gran movilización militar por parte de ambos países, la nave se retiró. El gobierno de Venezuela construyó y mantiene un faro y un apostadero de la Armada, además de construir un puente entre dos de sus islas, y terminó de construir en los últimos años instalaciones para pescadores, con el fin de cumplir con el requisito que permite que las islas generen, derechos de zona económica exclusiva y mar territorial, siempre y cuando se realice algún tipo de actividad económica en ellas (en este caso la pesca). 
En 2015, el gobierno de Venezuela denunció una nueva incursión de fragatas colombianas y estadounidenses lo que desencadenó en una nueva crisis diplomática

## Isla de Patos

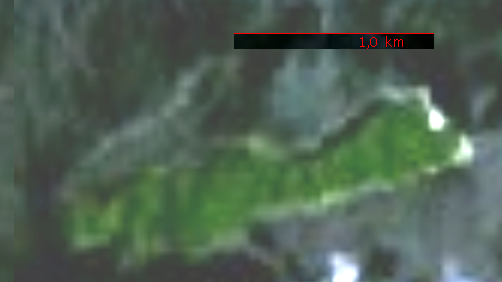
Isla de Patos

La Isla de Patos es una isla perteneciente a Venezuela, cuya extensión es de algo menos de un kilómetro cuadrado, es administrada como una de las Dependencias Federales Venezolanas de las cuales es la más oriental, y ubicada en el Golfo de Paria (61°52′ O y 10°38′ N), a ocho kilómetros del sureste del Estado de Sucre. Fue reconocida como parte de Venezuela en el tratado firmado con el Reino Unido de Gran Bretaña e Irlanda del Norte mediante el cual este último devolvía, como parte de un acuerdo de delimitación de la superficie marina entre Venezuela y la, para ese entonces, colonia británica de Trinidad y Tobago, el territorio correspondiente a esa isla, documento que delimitó el suelo y subsuelo del Golfo de Paria, entre Gran Bretaña y Venezuela, del 26 de febrero de 1942.

## Turismo

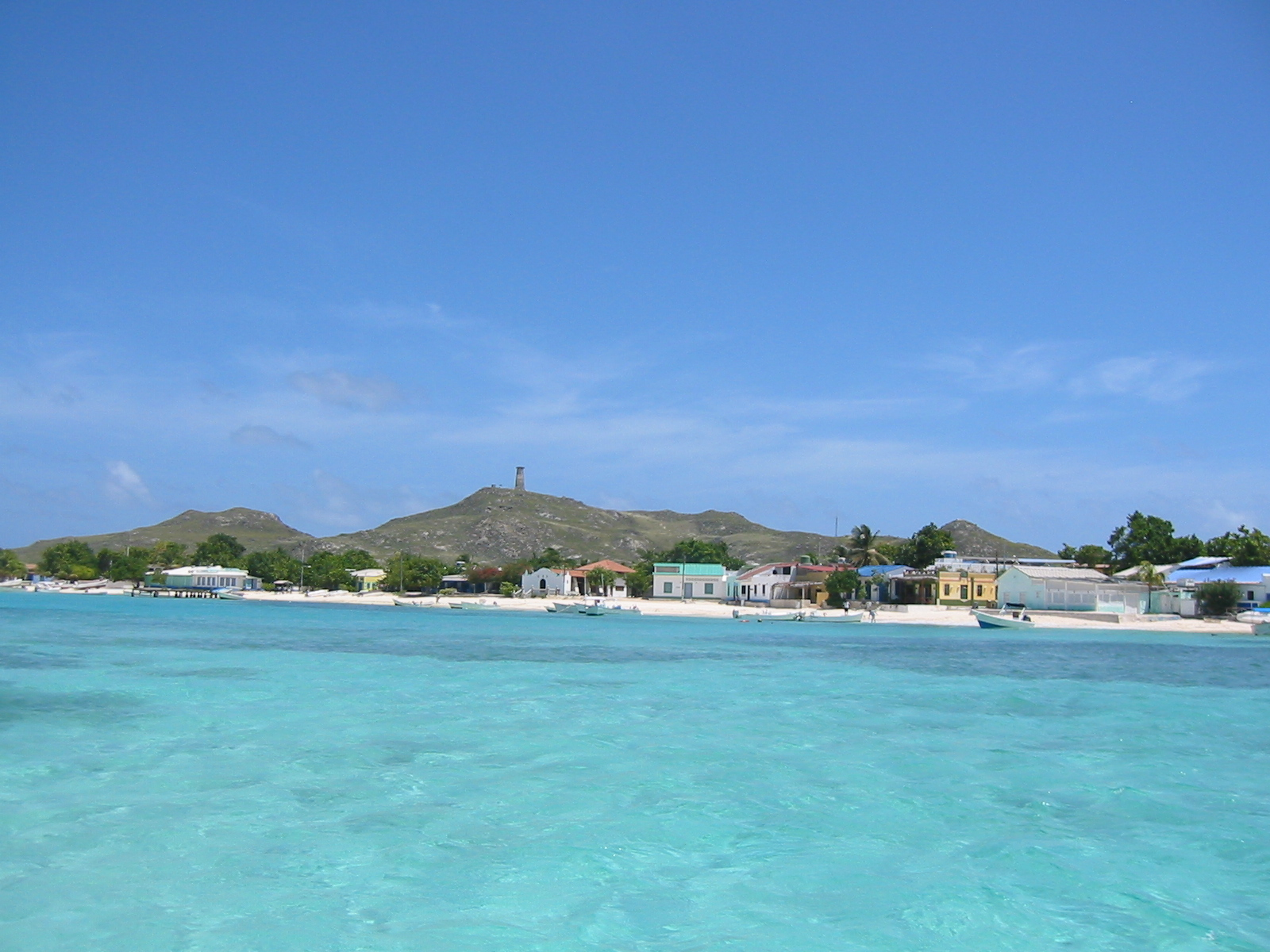
Vista de la Isla Gran Roque en el Archipiélago de Los Roques, la Dependencia Federal con mayor auge del Turismo.

Las islas venezolanas representan un enorme potencial turístico-recreativo, al presentar singulares bellezas escénicas, constituyendo uno de los lugares más hermosos del país, con varios atractivos ubicados dentro y fuera de tierra firme, así como diversidad de playas tropicales y grandes formaciones coralinas.
El Archipiélago Los Roques, junto con la Isla de Aves y la Isla la Orchila conforman las "islas oceánicas", separadas de la plataforma continental por canales de gran profundidad y bañadas por aguas oceánicas, cálidas y transparentes. Los Roques ha sido una de las zonas que ha presentado mayor desarrollo de sus servicios turísticos, de allí su importancia como centro de esparcimiento para extranjeros y venezolanos. El Gran Roque es el único centro que posee cierta infraestructura para el alojamiento de turistas, aunque recientemente se han aprobado planes para crear desarrollos turísticos en islas no habitadas como la isla La Tortuga.

## Disputas internacionales y locales
Las disputas por las Dependencias Federales entre los estados de Venezuela, y entre Venezuela y otros países, son las siguientes:

### Locales
- El estado Vargas reclama para sí la autoridad sobre el archipiélago de Los Roques.

### Internacionales
- Las Repúblicas de Granada, Dominica y la colonia británica de Montserrat reclaman la soberanía venezolana sobre Isla de Aves,[11] aproximadamente a 500 km de Caracas y 100 de Dominica, la existencia y adjudicación (que comenzó porque la misma fue parte de la Capitanía General de Venezuela) por parte de Venezuela convierte al país en uno de los mayores poseedores de territorio sobre el mar Caribe además de ser el país con más costas sobre el mismo, la isla es de importancia geoestratégica,[12] ya que aunque la misma se encuentre semi-sumergida y no sea más grande que una hectárea, en ella se encuentra una base militar venezolana de investigación, comunicación y protección, hay presencia militar venezolana desde 1865.[13]

- Colombia reclama soberanía sobre una parte de las aguas territoriales y submarinas del Golfo de Venezuela, según su interpretación de documentos coloniales y la cercanía de las islas con la Península de la Guajira (38 km de distancia). Venezuela alega la pertenencia de la gran mayoría de las aguas del Golfo, dado que el Archipiélago Los Monjes se encuentra dentro de esas aguas y señala que durante el Tratado de Paz y Amistad que firma la reina de España Isabel II, el 30 de marzo de 1845, se reconoce a Venezuela como nación libre, soberana e independiente, se mencionan las provincias y cualesquiera otros territorios e islas que pudieran corresponderle en los que se incluyen el Golfo, las Dependencias Federales entre otros. En 1891, bajo el arbitraje de la reina María Cristina de España, la mayoría de la Península de La Guajira fue concedida a Colombia. en 1952 el gobierno Colombiano reconoció la soberanía Venezolana sobre Los Monjes pero La disputa sobre el mar aún no se ha resuelto y desde finales del siglo XIX Venezuela ha ejercido mayor presencia y autoridad sobre la mayoría de las aguas del Golfo[cita requerida].

### Crisis de la Corbeta Caldas

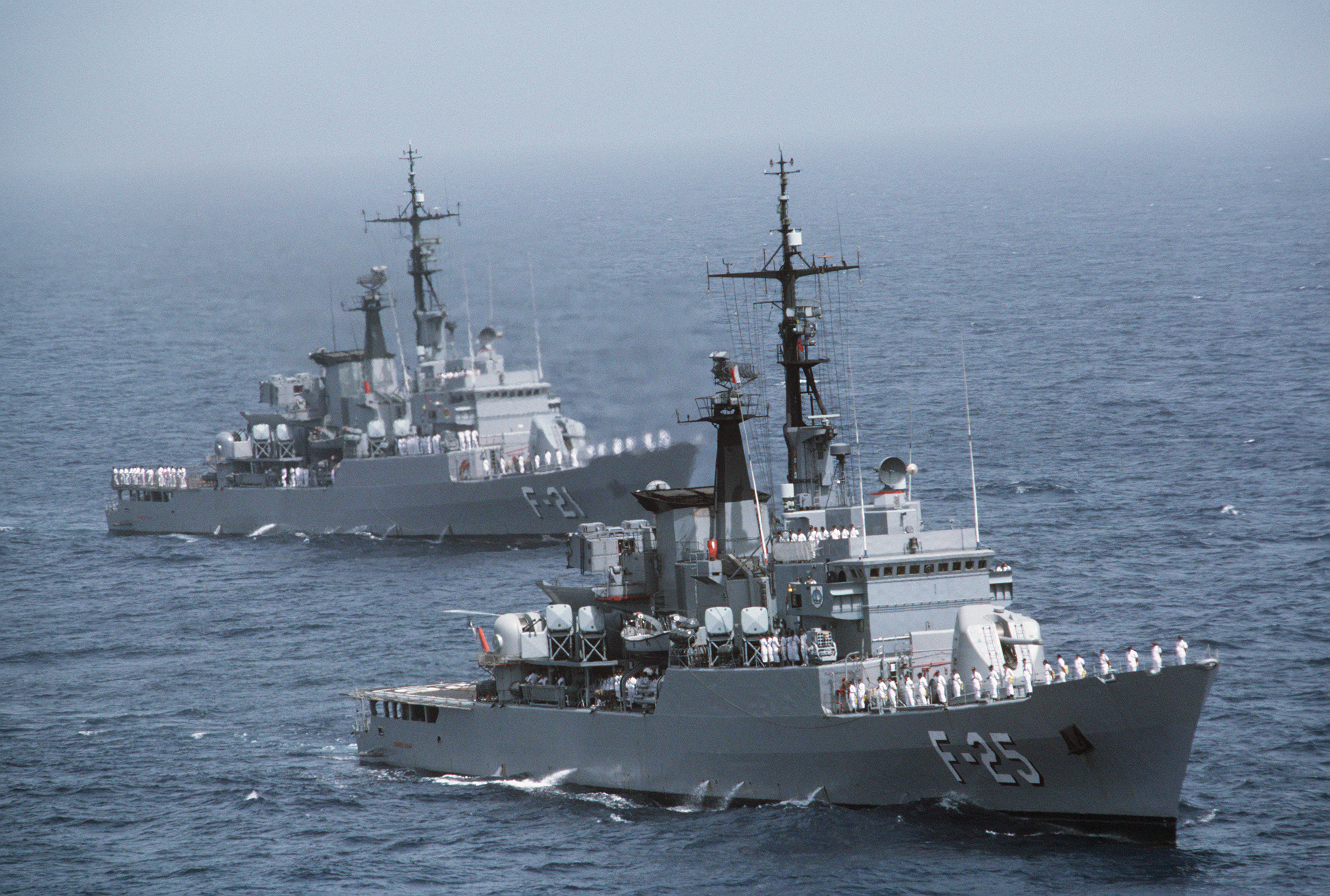
Fragatas Misilisticas ARV Mariscal Sucre (F-21) y ARV General Salóm (F-25) de la Armada Nacional de Venezuela, fueron durante el incidente protagonistas directos junto a los aviones F-16.

El 19 de agosto de 1987, dos naves de guerra colombianas ingresaron en aguas territoriales del Archipiélago Los Monjes próximas al Golfo de Venezuela, donde Colombia tiene pretensiones de alguna disputa territorial sin que la misma sea reconocida o tomada en cuenta por Venezuela quien ejerce soberanía en el área por más de 150 años.
Al detectarse este movimiento, el presidente venezolano de la época Jaime Lusinchi autorizó una gran movilización de las fuerzas armadas venezolanas, incluyendo aviones F-16 que sobrevolaron las naves colombianas, esperando órdenes para atacar. Este impasse militar tuvo como causa la disputa concerniente a la soberanía en el Golfo de Venezuela, sobre el cual no existe un trazado de límites aceptado por ambos países. Tanto Venezuela como Colombia la han delimitado unilateralmente, por lo cual las áreas de patrullaje de sus Armadas se solapan. La "Crisis de la Corbeta Caldas" no fue la primera ocasión en que se corrió el riesgo de una confrontación armada en el Golfo de Venezuela.